# El Zahraa
El Zahraa (arabisch الزهراء, DMG az-Zahrāʾ ‚die Blume‘) ist das ägyptische Staatsgestüt unter der Verwaltung der Landwirtschaftsgesellschaft Egyptian Agricultural Organization (EAO) mit Sitz in Ain Schams in Kairo unweit des Flughafens. In El Zahraa wird das offizielle Stutbuch von Ägyptens Arabischen Vollblütern geführt.

## Geschichte
Die Geschichte des Gestüts reicht bis in das Jahr 1842 zurück. Damals gründete Abbas Pascha I. das Gestüt Kafr Farouk mit dem Ziel der Zucht von reinblütigen Araberpferden. Im Jahre 1952, nach dem Sturz von König Faruq, trat El Zahraa die Nachfolge dieses königlichen Gestüts an.

### Republik Ägypten
Der Militärputsch am 23. Juli 1952 unter der Führung von General Muhammad Nagib und Gamal Abdel Nasser führte mit der Ausrufung der Republik Ägypten am 18. Juni 1953 zum Ende der Monarchie. Die neue Regierung, die ab September 1952 mit Muhammad Nagib als Ministerpräsident faktisch die Macht in Ägypten übernahm, setzte umgehend Änderungen durch, die die Spuren der Monarchie beseitigen sollten. In diesem Zuge wurden die ehemals königliche Landwirtschaftsgesellschaft RAS in die noch heute existierende Egyptian Agricultural Organization (EAO) und das königliche Gestüt Kafr Farouk in El Zahraa umbenannt.

## Aufgaben
Neben der Verwaltung des Stutbuchs ist El Zahraa auch für die Registrierung der Pferde zuständig. Zusätzlich kontrolliert es die über 150 privaten Gestüte im Lande. El Zahraa richtet eine jährliche Meisterschaft aus, unterhält eine Datenbank, ein Trainingszentrum und eine umfangreiche Bibliothek.